# Michèle Mercier
Pour les articles homonymes, voir Mercier.
Michèle Mercier, née Jocelyne Mercier le 1er janvier 1939 à Nice, est une actrice, chanteuse, danseuse, ballerine et écrivaine française.
Son nom est notamment attaché à la série cinématographique à succès des Angélique.
Élevée au rang de sex-symbol dans les années 1960, la comédienne s'est efforcée par la suite de se libérer de ce personnage mythique qui marqua fortement sa carrière.

## Biographie

### Débuts
Jocelyne Yvonne Renée Mercier est la fille aînée d'un pharmacien français et d'une mère italienne . Enfant, elle rêvait de devenir une grande étoile de la danse. À huit ans, elle entre à l'école de danse de l'opéra de Nice comme petit rat. Mais, fille et petite-fille de pharmaciens propriétaires de laboratoires pharmaceutiques et cosmétiques, n'ayant pas de frère, son avenir est tracé d'avance : elle reprendra l'affaire familiale. C'est par un refus catégorique qu'elle s'oppose au désir de ses parents.

### Carrière

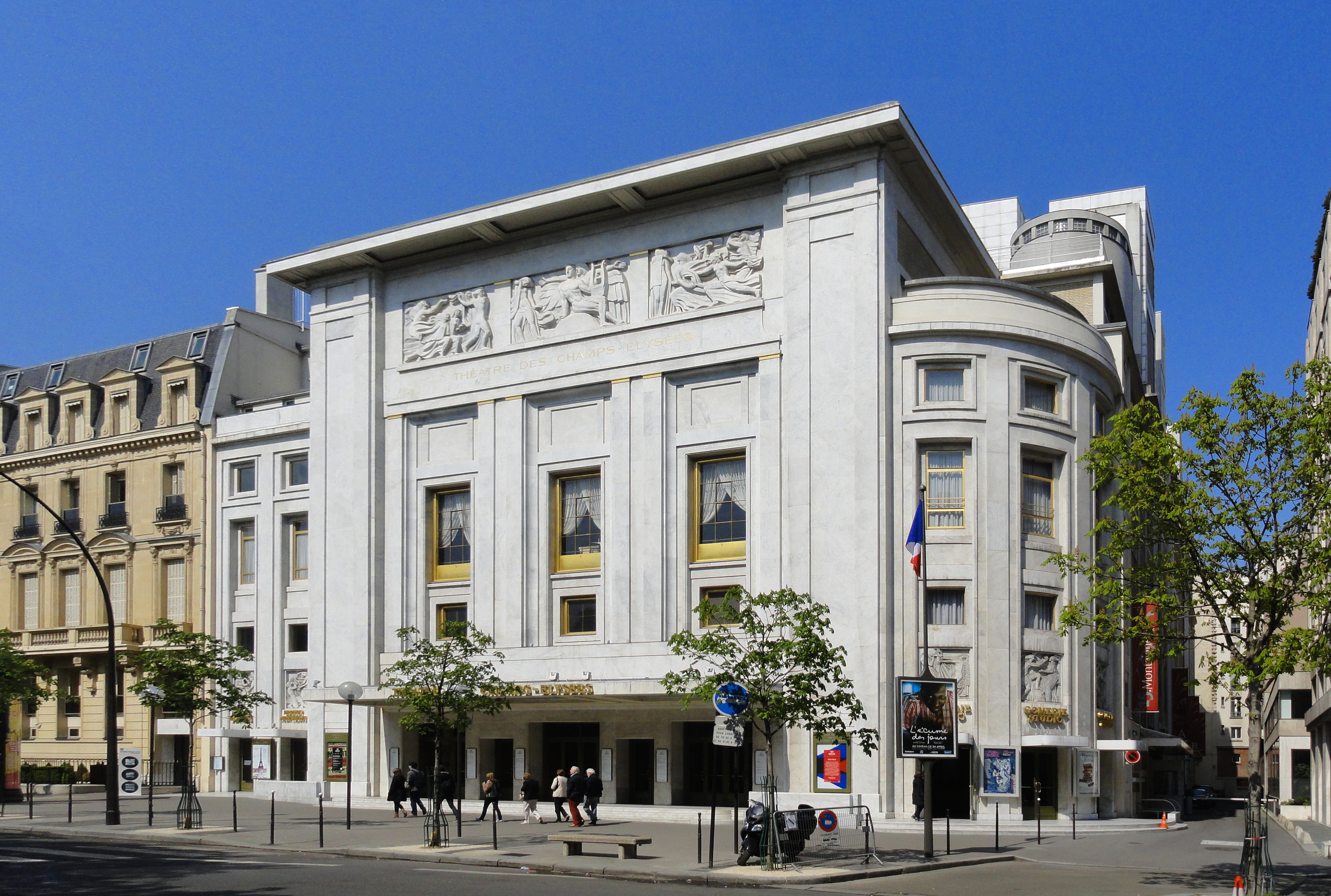
Le théâtre des Champs-Élysées en 2013.

Dès l'âge de quinze ans, la future Michèle Mercier interprète une jeune danseuse dans le film J'avais sept filles avec Maurice Chevalier dans le rôle principal.
À 17 ans, la future Michèle Mercier part pour la capitale pour se joindre aux ballets de Roland Petit puis aux Ballets de la Tour Eiffel. Son rêve se réalise sur les planches du théâtre des Champs-Élysées où elle danse Gosses de Paris chorégraphié par  Pierre Lacotte sur une musique de Charles Aznavour. La compagnie disparaît faute d'argent. Parallèlement, elle suit des cours d'art dramatique avec Solange Sicard. Après un séjour à Londres, elle commence une carrière d'actrice au théâtre.
En 1956, Michèle Mercier revient à Nice pour passer les fêtes de Noël chez ses parents et, par le plus pur des hasards, rencontre Denys de La Patellière et Michel Audiard qui lui proposent d'être Jeanne, la femme de chambre, auprès de Michèle Morgan et Daniel Gélin dans Retour de manivelle, un film dont le tournage doit commencer dans quelques jours. Sa réponse est : « Non merci, je n'ai pas envie de faire de cinéma ! Je suis danseuse et mon seul rêve est de danser ! »

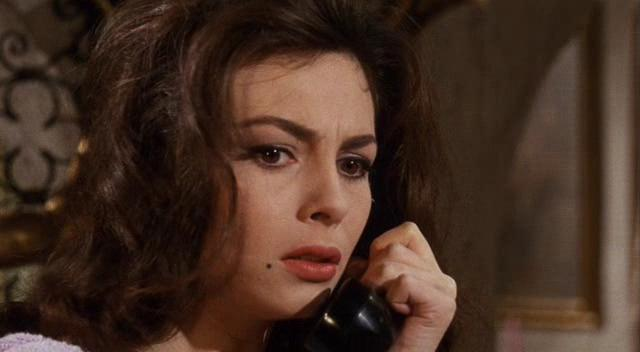
Michele Mercier dans Les Trois Visages de la peur en 1963.

C'est sous la pression de son père, que cela amuse plus que sa fille de « la voir au moins une fois sur les écrans », que Michèle accepte de tourner dans ce film. Elle vient d'avoir 18 ans. 
Denys de La Patellière, le réalisateur, lui impose le prénom Michèle, trouvant que le prénom Jocelyne est trop long et fait vieux jeu, ce qui la trouble énormément car il s'agit du prénom de sa sœur décédée d'une typhoïde à l'âge de cinq ans.
Remarquée par Léonide Moguy, elle sera la vedette de Donnez-moi ma chance (1958). Le réalisateur Géza von Radványi lui propose un second rôle dans Mademoiselle Ange (1959), film dont les têtes d'affiche sont Romy Schneider et Henri Vidal. Suit Tirez sur le pianiste (1960) dirigé par François Truffaut et dans lequel elle interprète le rôle d'une prostituée proche de Charles Aznavour. Robert Lamoureux en fait son personnage principal de La Brune que voilà (au théâtre en 1958 puis à l'écran en 1960). En 1959, Hollywood la réclame mais elle revient très vite sur l'ancien continent où l'Italie fait rapidement d'elle une vedette ; elle y travaillera avec Mario Bava, Luigi Zampa, Dino Risi (Les Monstres, le film le plus célèbre de Mercier avec la série Angélique), Mario Monicelli…
Elle enchaîne une cinquantaine de films dont une majorité en France, une vingtaine en Italie et quelques-uns au Royaume-Uni. Elle joue en italien et en anglais, langues qu'elle maîtrise parfaitement et parle couramment. Elle est la partenaire de nombreux grands noms du cinéma tels que Yves Montand, Jean-Claude Brialy, Jean-Louis Trintignant, Daniel Gélin, Vittorio Gassman, Marcello Mastroianni, Ugo Tognazzi, Bob Hope, Tony Curtis, Charles Bronson, Charlton Heston ; avec Jean Gabin elle tourne Le Tonnerre de Dieu, où elle devient sa fille adoptive, avec Jean-Paul Belmondo L'Aîné des Ferchaux de Jean-Pierre Melville, avec Jean Rochefort (avant les Angélique) Symphonie pour un massacre de Jacques Deray, avec Claude Rich Une Veuve en or de Michel Audiard…

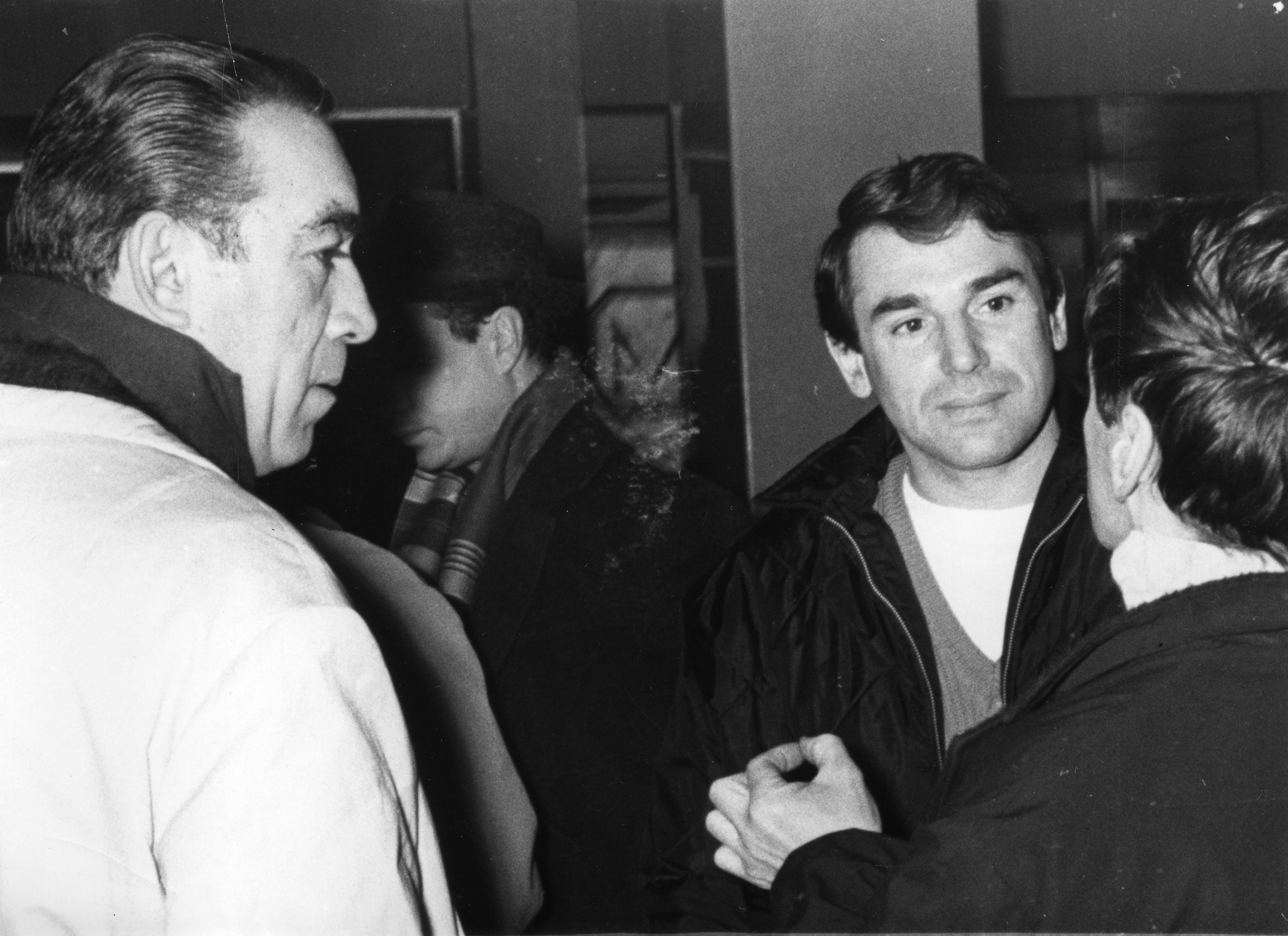
Robert Hossein en 1969.

Robert Hossein sera sept fois son partenaire dont quatre fois (il est en effet absent du deuxième épisode) dans les cinq films de la série culte des Angélique, qui désormais fait partie du patrimoine français et fait sauter l'audimat à chaque passage à la télévision : Angélique Marquise des Anges, Merveilleuse Angélique, Angélique et le Roy, Indomptable Angélique, Angélique et le Sultan. Elle fait corps avec son personnage : 

« Dès l'instant où j'ai ouvert ces livres et commencé à les lire, j'ai su qu'Angélique était moi et que j'étais Angélique. »

C'est pour cela qu'elle accepte, comme une débutante (elle a déjà plus de vingt films à son actif !), de se plier à des essais : au bout de deux jours, elle s'emporte et quitte le plateau, le regrettant aussitôt. Le lendemain elle apprend qu'elle est choisie. Angélique sera, pour l'actrice, l'aboutissement et la fin d'une carrière. Enfermée dans ce rôle comme dans une prison dorée, son personnage lui colle littéralement à la peau. Elle ne parviendra jamais à s'en défaire aux yeux des professionnels du cinéma.
La série des Angélique s'interrompt brutalement aux motifs que Michèle Mercier stoppa son implication dans l’histoire après avoir vainement demandé des changements et moins de laisser-aller. Elle ne réclamait qu’un peu de considération, qu’on écrivît lieues plutôt que kilomètres dans les dialogues, être bien traitée et correctement payée (elle n'était payée que 50 000 francs par film). Lassée de la médiocrité des scripts et de la faiblesse des intrigues, et fatiguée de devoir interpréter sempiternellement un personnage volcanique, elle refusa de tourner les épisodes 6 et 7.
Un film comme Les Amours de Lady Hamilton ne confirme pas le statut international acquis grâce à Angélique. Les échecs consécutifs du film d'action Les Baroudeurs et de la comédie satirique Macédoine, que Michèle Mercier produit, participeront aussi à sa chute. En 1969, elle enregistre La Fille qui fait tchic ti tchic, une chanson de Serge Gainsbourg qui est un échec commercial. Michèle Mercier disparaît pratiquement des écrans à partir de 1973. En 1991, elle confie son bon espoir de voir aboutir un de ses projets les plus chers : un film sur Diane de Poitiers. Le projet n'aboutira jamais. La même année elle est acclamée au festival de Cannes puis est jurée au festival du cinéma de Moscou. Elle revient devant l'objectif en 1998 avec La rumbera de Piero Vivarelli et dix ans plus tard dans la série Vénus et Apollon.

### Vie privée
Dans l'un de ses livres de souvenirs, Michèle Mercier parle de son premier amoureux, le mystique Giani Esposito, pour lequel elle refusa d'épouser le shah d'Iran qui venait de divorcer de Soraya et était à la recherche d'une future nouvelle épouse. Le shah d'Iran, qui l'avait remarquée sur la couverture d'un magazine, a organisé une rencontre à Rome où lors du dîner, il lui offre, pour la séduire, de nombreux bijoux, dont une rivière de diamants, Michèle Mercier les refuse car il lui est « impossible d'imaginer un mariage sans amour ». Le soir du réveillon de 1958, elle rencontre à Rome, André Smagghe, assistant réalisateur de William Wyler alors en Italie pour le tournage de Ben-Hur . Elle l'épouse à Saint-Paul-de-Vence le 5 août 1961. Leur union ne dure pas : Smagghe sombre dans l'alcoolisme, et est interné en raison de problèmes psychiatriques. Dès lors, tout divorce devient impossible. Ce n'est qu'au bout de nombreuses années de procédure et au prix d'une pension importante qu'elle verse à son mari, que Michèle Mercier obtient le divorce en 1967. Entre-temps, Michèle Mercier est devenue un sex-symbol mondial.
Michèle Mercier épouse en secondes noces à Magny-Cours Claude Bourillot, pilote de course et pharmacien dijonnais, chargé de mission sous la présidence d'Alain Poher après la démission du général De Gaulle en 1969 et la mort de Georges Pompidou en 1974<. Lasse d'être assimilée au personnage d'Angélique, Michèle Mercier part avec son mari pour Hollywood où elle caresse l'espoir de devenir productrice. Elle y vit de 1973 à 1976 mais sa tentative est un échec. Elle divorce en 1976 après être rentrée à Pariset revient vers le théâtre. À Genève, elle rencontre un homme d'affaires, se met en ménage avec lui et décide d'abandonner les tournages pour élever les deux enfants de ce dernier. Au bout de deux années d'un bonheur sans nuage, son ami meurt d'un cancer. Mais ils n'étaient pas mariés, et elle se retrouve financièrement dépourvue. Quelque temps après, elle rencontre un prince romain et part vivre à Rome avec lui mais, trois ans plus tard, elle constate qu'il n'est plus amoureux d'elle. Déçue, Michèle Mercier rentre à Paris.
En 1996, lors d'un diner mondain, elle fait la connaissance de René Leporc, un Fécampois de 18 ans son cadet, et tombe amoureuse de lui. Cependant, elle ignore que l'homme avec qui elle accepte de fonder une maison d'édition à Cannes pour publier ses mémoires et les ouvrages d'amis du show-business, est un escroc déjà connu de la justice pour d'autres affaires frauduleuses et condamné à quinze ans d'interdiction de gestion de société. La maison d'édition créée, René Leporc falsifie des chèques, allant jusqu'à scanner la signature de l'actrice pour faire des virements sur son compte personnel et 400 000 euros seront alors détournés. Démasqué, Leporc fuit la France et part s'installer au Viêt Nam où il fonde une société de pêche. En 1999, l'actrice confesse à Nice-Matin : « Je suis ruinée. Je vais devoir vendre une partie de mes tableaux, mes meubles, mes bijoux et les vêtements que portait Angélique dans ses films ». En 2008, Leporc est condamné par défaut en appel par la Cour d'appel d'Aix-en-Provence à 18 mois de prison ferme, 150 000 euros d'amende, ainsi que 15 000 euros pour préjudice moral et 44 160 euros de préjudice matériel. Vivant toujours au Vietnam, un mandat d'arrêt a été délivré à son encontre,.

## Filmographie

### Cinéma

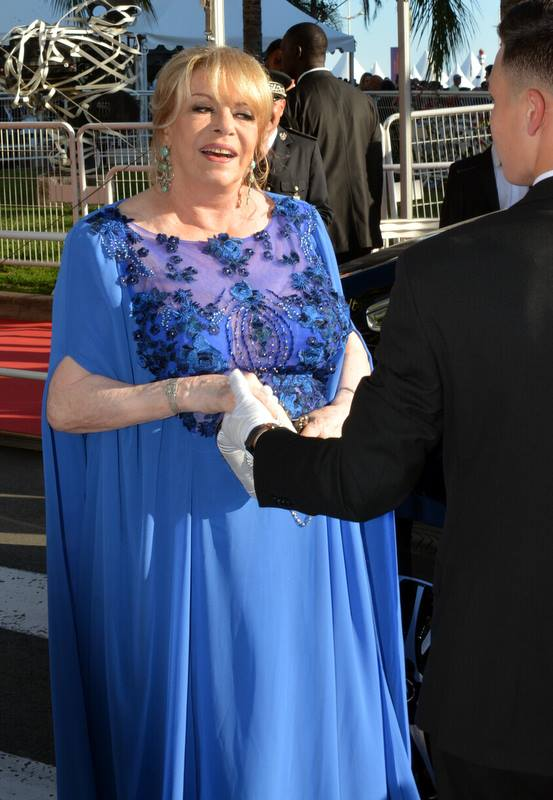
Michèle Mercier au Festival de Cannes 2017.

#### Années 1950
- 1954 : J'avais sept filles de Jean Boyer : une jeune danseuse
- 1957 : Retour de manivelle de Denys de La Patellière : Jeanne
- 1957 : Donnez-moi ma chance de Léonide Moguy : Nicole Noblet
- 1959 : Les Nuits de Lucrèce Borgia (Le notte di Lucrezia) de Sergio Grieco : Diana d'Alva
- 1959 : Mademoiselle Ange (Ein Engel auf Erden) de Geza von Radvanyi : Augusta de Munchenberg
- 1959 : Tirez sur le pianiste de François Truffaut : Clarisse

#### Années 1960
- 1960 : La Brune que voilà de Robert Lamoureux : Sophie
- 1960 : Le Saint mène la danse de Jacques Nahum : Dany
- 1960 : La Ligne de mire de Jean-Daniel Pollet
- 1961 : Aimez-vous Brahms... (Goodbye Again) d'Anatole Litvak : Maisie
- 1961 : Les Pirates de la nuit (Fury at Smugglers Bay) de John Gilling : Louise Lejeune
- 1961 : Les Mille et Une Nuits (Le meraviglie di Aladino) de Henry Levin et Mario Bava : la princesse Zaina
- 1961 : Le Boucanier des îles (Il giustiziere dei mari) de Domenico Paolella : Jennifer van Artz
- 1962 : L'Île aux filles perdues (Le prigioniere dell'isola del diavolo) de Domenico Paolella : Martine Foucher
- 1962 : Les Années rugissantes (Gli anni ruggenti) de Luigi Zampa : Elvira Acquamano
- 1963 : Symphonie pour un massacre de Jacques Deray : Madeleine Clavet
- 1963 : Les Trois Visages de la peur (I tre volti della paura) de Mario Bava, segment Le Téléphone (Il telefono) : Rosy
- 1963 : L'Aîné des Ferchaux de Jean-Pierre Melville : Lou
- 1963 : La pupa de Giuseppe Orlandini : Pupa
- 1963 : Boulevard du vice (Via Veneto) de Giuseppe Lipartiti
- 1963 : Le Jeudi (Il giovedì) de Dino Risi : Elsa
- 1963 : Les Monstres (I mostri) de Dino Risi, segment L'Opium du peuple (L'oppio dei popoli)
- 1964 : Haute Infidélité (Alta infedeltà) de Mario Monicelli, segment Des gens modernes (Gente moderna) : Tebaide Bertolazzi
- 1964 : Papa play-boy (A Global Affair) de Jack Arnold : Lisette
- 1964 : Frénésie d'été (Frenesia dell'estate) de Luigi Zampa : Gigi
- 1964 : Angélique, marquise des anges de Bernard Borderie : Angélique
- 1964 : L'Amour en quatre dimensions (Amore in quattro dimensioni) de Mino Guerrini, segment L'Amour et la Mort (Amore e morte) : Luisa
- 1964 : Casanova 70 (Casanova '70) de Mario Monicelli : Noelle
- 1965 : Merveilleuse Angélique de Bernard Borderie : Angélique
- 1965 : Le Tonnerre de Dieu de Denys de La Patellière : Simone Leboucher
- 1966 : Angélique et le Roy de Bernard Borderie : Angélique
- 1966 : La Seconde Vérité de Christian-Jaque : Nathalie Neuville
- 1966 : Nos maris (I nostri mariti) de Luigi Zampa, segment Le Mari d'Olga (Il marito di Olga) : Olga
- 1966 : Comment j'ai appris à aimer les femmes (Come imparai ad amare le donne) de Luciano Salce : la doctoresse Françoise Marcos
- 1966 : Soleil noir de Denys de La Patellière : Christine Rodier
- 1967 : Le Plus Vieux Métier du monde de Franco Indovina, segment L'Ère préhistorique (L'età della pietra) : Brit
- 1967 : Indomptable Angélique de Bernard Borderie : Angélique
- 1967 : Une corde, un colt… de Robert Hossein : Maria Caine
- 1968 : Angélique et le Sultan de Bernard Borderie : Angélique
- 1968 : Les Amours de Lady Hamilton de Christian-Jaque : lady Hamilton
- 1969 : Une veuve en or de Michel Audiard : Delphine Berger

#### Années 1970
- 1970 : Les Baroudeurs (You Can't Win 'Em All) de Peter Collinson : Aila
- 1970 : Macédoine de Jacques Scandelari : Martha Duboi
- 1971 : Scandale à Rome (Roma bene) de Carlo Lizzani : Wilma Rappi
- 1971 : L'Amour de gré ou de force (Per amore o per forza) de Massimo Franciosa : Arabella
- 1971 : Les Fantômes de Hurlevent (Nella stretta morsa del ragno) d'Antonio Margheriti : Elisabeth Blackwood
- 1972 : Le Viager de Pierre Tchernia : la jeune femme au bal
- 1972 : L'Appel de la forêt (Call of the Wild) de Ken Annakin : Calliope Laurent
- 1976 :   L'Affiche rouge de  Frank Cassenti : coscénariste avec  René Richon
- 1978 : Götz von Berlichingen mit der eisernen Hand (de) de Wolfgang Liebeneiner : Adelheid von Walldorf

#### Années 1980
- 1980 : Arch of Triumph, film inachevé de Daniel Mann
- 1984 : Jeans Tonic de Michel Patient : Michèle Dubreuil

#### Années 1990
- 1998 : La rumbera de Piero Vivarelli : Rachel âgée

#### Années 2000
- 2004 : L'Amour parisien de Kostia Goumankov (ru) de Konstantin Odegov (ru) : la professeur de français

#### Années 2010
- 2011 : Celles qui aimaient Richard Wagner de Jean-Louis Guillermou : Brigitte

### Télévision
- 1958 : L'auberge de la Belle Étoile de Roger Iglésis
- 1977 : Les Femmes du Monde de Georges Farrel avec Roger Hanin, Renée Saint-Cyr...
- 2003 : Il bello delle donne avec Stefania Sandrelli, Virna Lisi, Anita Ekberg...
- 2004 : L'Orchestre rouge (Красная капелла) d'Alexandre Aravine, série télévisée : Ellen
- 2009 : Vénus et Apollon de Pascal Lahmani et Tonie Marshall (saison 2)
- 2013 : La Famille Katz (série en 6 épisodes) d'Arnauld Mercadier

## Théâtre
- 1958 : La Brune que voilà de Robert Lamoureux, mise en scène de l'auteur, théâtre des Variétés (Sophie)
- 1979 : Le Bluffeur de Marc Camoletti
- 1984 : Banco ! d'Alfred Savoir, mise en scène Robert Manuel, théâtre de la Michodière

## Discographie
- 1970 : La fille qui fait tchic ti tchic (45 tours) - Face A. Auteur compositeur : Serge Gainsbourg ) / Six huit ; Face B. Auteur compositeur : Guy Skornik) - Pochette : A. Grassart - Label : Disc'AZ Référence : SG 144[13].

## Publications
En 1987 Michèle Mercier écrit une première autobiographie Angélique à cœur perdu préfacée par Roger Peyrefitte et publiée aux Éditions Carrere. Elle ouvre une maison d'édition et publie un album photo intitulé Merveilleuse Angélique en 1995, et préfacé par Robert Hossein. Une seconde autobiographie, Angéliquement vôtre, préfacée par Pierre Palmade, voit le jour à la fin de 1996. Comme pour revendiquer sa personnalité propre, Michèle Mercier écrit encore, avec Henry-Jean Servat Je ne suis pas Angélique, paru aux Éditions Denoël en 2002 et qu'elle présente elle-même au Festival de Cannes cette même année. Elle y partage ses souvenirs de star internationale.
- Angélique à cœur perdu, éditions Carrere, 1987
- Merveilleuse Angélique, TF1, 1995
- Angéliquement vôtre, Delerins, 1996
- Je ne suis pas Angélique, avec Henry-Jean Servat, Denoël, 2002

## Hommage
Un "Jardin Michèle Mercier" a été inauguré, le 27 mai 2022, par David Lisnard, au sein du Jardin Montfleury à Cannes.

## Distinctions
Le 6 mars 2006, Michèle Mercier est faite chevalier de l'ordre des Arts et des Lettres par le ministre de la Culture Renaud Donnedieu de Vabres pour l'ensemble de son œuvre.
Le 13 juillet 2023, elle est nommée au grade de chevalier dans l'ordre national de la Légion d'honneur au titre de « actrice ; 56 ans de services ».